# پیتر فولده
پیتر فولده (۶ آوریل ۱۹۳۶ – ۱۱ آوریل ۲۰۲۴) یک فیزیکدان نظری کار ماده چگال و شیمی کوانتومی اهل آلمان بود.
عمده شهرت وی برای نظریه اف-اف-ال-اُ (FFLO) 
است که به همراه فِرِل و به‌طور هم‌زمان توسط لارکین و اوچیننیکوو ارائه شد.

## زندگی علمی
پیتر فولده درجه دکترای خود را از دانشگاه مریلند در سال ۱۹۶۳ دریافت کرد. وی پس از گذراندن بیش از یک سال به عنوان دستیار فوق دکتری با فیزیکدان نامی م. تینکهام در برکلی در سال ۱۹۶۵ به آلمان بازگشت و در آنجا کرسی استادی برای فیزیک نظری در دانشگاه یوهان ولفگانگ گوته در فرانکفورت را به دست آورد. از ۱۹۷۱ تا ۱۹۷۴ او مسئول گروه نظریه از موسسه ماکس فون لائو-پل لانژون در گارشینگ بود. در سال ۱۹۷۱ به عنوان فرنشین در  مؤسسه ماکس پلانک برای تحقیقات حالت جامد در اشتوتگارت برگزیده شد. او در آن سمت باقی ماند تا سال ۱۹۹۳که به عنوان بنیانگذار و فرنشین موسسه ماکس پلانک برای فیزیک سیستم‌های پیچیده در درسدن مشغول به کار شد. وی پس از بازنشستگی از سال ۲۰۰۷ تا ۲۰۱۳ به عنوان فرنشین مرکز آسیا و اقیانوسیه برای فیزیک نظری و عضو هیئت علمی 
در
دانشگاه علم و صنعت پوهانگ ( POSTECH) در شهر پوهانگ در کره جنوبی مشغول به کار بود. 
وی سهم زیادی در فیزیک ماده چگال از جمله ابررسانایی و فیزیک الکترون‌های با همبستگی قوی در جامدات دارد. وی به‌طور اخص برای پیش‌بینی فاز فولده-فرل-لارکین-اوچیننیکوو شناخته شده‌است. فاز فولده-فرل-لارکین-اوچیننیکوو هنگامی رخ می‌دهد که فرمیون‌ها با عدم تعادل جمعیتی زوج هستند.
در این فاز امکان دیده شدن ابررسانایی در حضور میدان مغناطیسی قوی وجود دارد.
اعمال میدان مغناطیسی باعث شکسته شدن جفتهای کوپر در ابررساناهای مدل بی سی اس با اندازه حرکت صفر می‌شود. ولی در حضور میدان مغناطیسی قوی‌، الکترونها می‌توانند در اندازه حرکت غیر صفر تشکیل جفتهای کوپر داده و ماده به فاز ابررسانایی وارد می‌شود.

پیتر فولد در ۱۱ آوریل ۲۰۲۴ در درسدن درگذشت
.